# Elymnias resplendens
Elymnias resplendens är en fjärilsart som beskrevs av Martin 1929. Elymnias resplendens ingår i släktet Elymnias och familjen praktfjärilar. Inga underarter finns listade i Catalogue of Life.